# Indio
Indio är en stad (city) i Riverside County i den amerikanska delstaten Kalifornien med en yta av 69,1 km² och en folkmängd som uppgår till 77 780 invånare (2011). 

## Kända personer från Indio
- Vanessa Marcil (född 1968), skådespelare
- Oscar Loya (född 1979), sångare